# 718 (szám)
A 718 (római számmal: DCCXVIII) egy természetes szám, félprím, a 2 és a 359 szorzata.

## A szám a matematikában
A tízes számrendszerbeli 718-as a kettes számrendszerben 1011001110, a nyolcas számrendszerben 1316, a tizenhatos számrendszerben 2CE alakban írható fel.
A 718 páros szám, összetett szám, azon belül félprím, kanonikus alakban a 21 · 3591 szorzattal, normálalakban a 7,18 · 102 szorzattal írható fel. Négy osztója van a természetes számok halmazán, ezek növekvő sorrendben: 1, 2, 359 és 718.
Érinthetetlen szám: nem áll elő pozitív egész számok valódiosztóösszeg-függvényeként.
A 718 négyzete 515 524, köbe 370 146 232, négyzetgyöke 26,79552, köbgyöke 8,95450, reciproka 0,0013928. A 718 egység sugarú kör kerülete 4511,32705 egység, területe 1 619 566,411 területegység; a 718 egység sugarú gömb térfogata 1 550 464 910,9 térfogategység.